# Regenbogenparade Wien
Regenbogenparade Wien (německy Duhový průvod) je průvod hrdosti, který se každoročně koná v rakouském hlavním městě Vídni na podporu rovnosti leseb, gayů, bisexuálních a transgender osob (LGBT+). Kromě samotného průvodu probíhá festival dalších akcí Vienna Pride. Festival vrcholí Duhovým průvodem na vídeňské okružní třídě (Ringstraße).

## Historie

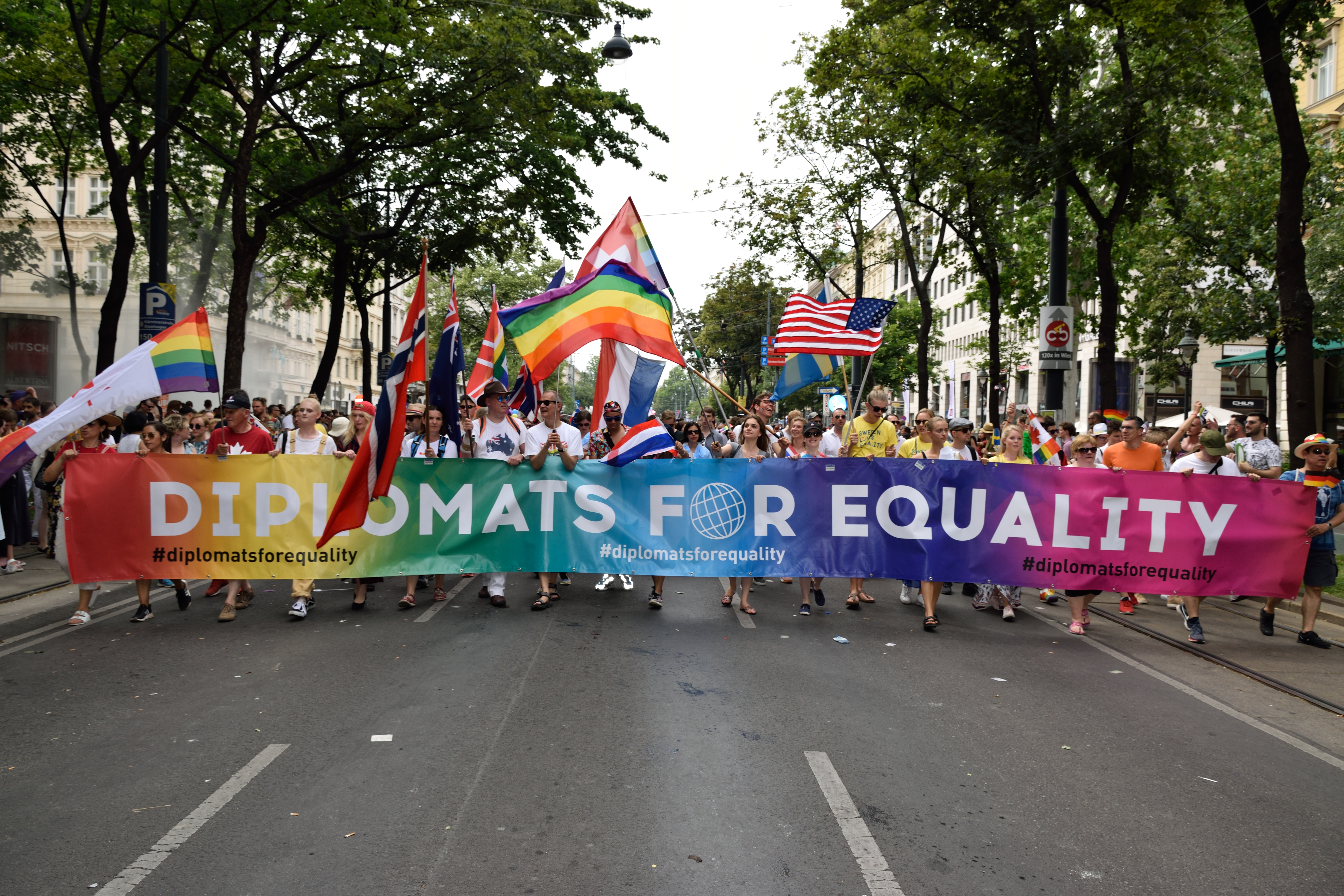
Diplomaté pro rovnost na vídeňském Europride v roce 2019.

Rakouská organizace HOSI Wien uspořádala v roce 1982 ve Vídni první půldenní festival a neoficiální pochod, jehož se zúčastnilo přibližně 100 lidí. Poté následoval první průvod hrdosti v roce 1984, který uspořádala řada gay a lesbických skupin v rámci týdne gay hrdosti („Warme Woche“). Přibližně 300 účastníků prošlo Kärntner Straße.
V červnu 1996 se Duhový průvod stal pravidelnou akcí, kterou pořádalo Rakouské lesbické a gay fórum. Organizace CSD Wien byla založena s jediným účelem pořádání akce a řídila organizaci průvodu až do bankrotu v roce 2001. V roce 2003 začalo průvod pořádat sdružení HOSI Wien.
Duhový průvod se koná každý rok v sobotu na konci června nebo začátku července. Je to jedna z mála demonstrací, které procházejí po vídeňské okružní třídě proti směru hodinových ručiček.
V roce 2018 trval vídeňský festival hrdosti dva týdny a byl završen Duhovým pochodem 16. června.
V letech 2001 a 2019 Vídeň hostila Europride a nahradila jím svoji každoroční akci.

## Ročníky
Regenbogenparade se koná vždy některou červnovou sobotu.
| Č. | Datum             | Cíl                | Poznámka                                                              |
| -- | ----------------- | ------------------ | --------------------------------------------------------------------- |
| 1  | 29. června 1996   | Schottenring       | po směru hodinových ručiček                                           |
| 2  | 28. června 1997   | Karlsplatz         |                                                                       |
| 3  | 4. července 1998  | Karlsplatz         |                                                                       |
| 4  | 19. června 1999   | Karlsplatz         | po směru hodinových ručiček                                           |
| 5  | 17. června 2000   | Burgring           |                                                                       |
| 6  | 30. června 2001   | Heldenplatz        | EuroPride Parade                                                      |
| 7  | 29. června 2002   | Heldenplatz        |                                                                       |
| 8  | 28. června 2003   | Museumsquartier    |                                                                       |
| 9  | 26. června 2004   | Museumsquartier    |                                                                       |
| 10 | 2. července 2005  | Heldenplatz        |                                                                       |
| 11 | 1. července 2006  | Heldenplatz        |                                                                       |
| 12 | 30. června 2007   | Schwarzenbergplatz |                                                                       |
| 13 | 12. července 2008 | Heldenplatz        |                                                                       |
| 14 | 4. července 2009  | Schwarzenbergplatz |                                                                       |
| 15 | 3. července 2010  | Schwarzenbergplatz |                                                                       |
| 16 | 18. června 2011   | Rathausplatz       | po směru hodinových ručiček                                           |
| 17 | 16. června 2012   | Rathausplatz       | Wiener Ringstraße po směru hodinových ručiček; poprvé kompletní okruh |
| 18 | 15. června 2013   | Heldenplatz        | proti směru hodinových ručiček                                        |
| 19 | 14. června 2014   | Rathausplatz       | proti směru hodinových ručiček                                        |
| 20 | 20. června 2015   | Rathausplatz       | proti směru hodinových ručiček                                        |
| 21 | 18. června 2016   | Sigmund-Freud-Park | po směru hodinových ručiček                                           |
| 22 | 17. června 2017   | Rathausplatz       | proti směru hodinových ručiček                                        |
| 23 | 16. června 2018   | Rathausplatz       | proti směru hodinových ručiček                                        |
| 24 | 15. června 2019   | Rathausplatz       | EuroPride Parade, proti směru hodinových ručiček                      |
| 25 | 19. června 2021   | Rathausplatz       | ViennaPride Parade, proti směru hodinových ručiček                    |
| 26 | 11. června 2022   | Rathausplatz       | Regenbogenparade v rámci ViennaPride, proti směru hodinových ručiček  |
| 27 | 17. června 2023   | Rathausplatz       | Regenbogenparade v rámci ViennaPride, proti směru hodinových ručiček  |